# Poblat ibèric de Montbarbat
El poblat ibèric de Montbarbat es troba en el cim de la muntanya del mateix nom, de 331 metres d'altitud, sobre la Serralada Litoral, a l'extrem nord-occidental del terme municipal de Lloret de Mar, al límit amb Maçanet de la Selva, inclòs a l'Inventari del Patrimoni Arqueològic i Paleontològic de Catalunya.
La seva situació el fa un lloc estratègic, ja que és una talaia que domina visualment tota la depressió de la Selva, els vessants de les muntanyes que l'envolten (Montseny, Guilleries i Cabrerès), la part occidental de les Gavarres i tota la baixa Tordera. Per tant, des de Montbarbat es controlaven dues de les vies de comunicació més importants del país. Una era la via Heràclea (posterior via Augusta romana), que comunicava la península Ibèrica amb la resta d'Europa. L'altra era la via marítima-fluvial que comunicava el litoral amb l'interior del país per l'eix de la Tordera-riera d'Arbúcies.

## Informació sobre el poblat
Montbarbat s'està excavant des de l'any 1978 d'una manera pràcticament continuada per un equip de la Universitat de Barcelona dirigit per Maria del Vilar Vilà. Això ha possibilitat que en tinguem força informació i que se'n puguin conèixer els trets generals. Es tracta d'un assentament de més de 5.500 m² de superfície, ubicat a la part més alta del turó i adaptat en part a la topografia de l'indret. Es troba envoltat per una línia de muralla reforçada amb un mínim de dues torres. A l'interior, es coneixen sobretot les cases situades a l'angle sud-oest del poblat i les de l'àrea central, tot i que diverses restes afloren en una gran extensió, encara pendent d'excavar. Aquestes característiques fan de Montbarbat un dels grans poblats ibèrics de la zona.

## La muralla
La muralla, d'un perímetre de 370 metres i un gruix que oscil·la entre 1,20 i 1,50 m, envolta tot el poblat. Actualment, se'n poden veure bé uns 90 metres i està construïda mitjançant un doble parament de pedres treballades i força ben disposades, amb un reompliment de pedra petita a l'interior. L'única torre excavada, situada a la banda oest del poblat, és de planta rectangular, de 2,70 per 5,50 m, i s'hi accedia a través d'una entrada de 110 cm d'ample situada a l'interior d'una estança adossada a la muralla. Per les seves característiques tècniques avançades, que la fan en part independent dels condicionaments del relleu, la muralla de Montbarbat s'ha pogut datar a partir del segle iv aC.

## Urbanisme i cases
Segons el que de moment coneixem, les diverses cases es distribueixen a l'interior del poblat seguint una certa planificació urbanística. Les construccions adossades a la muralla, a la zona sud-oest, s'obren a dos carrers de forma irregular i de paviments de terra trepitjada, disposats perpendicularment entre si. Els habitatges de la zona central s'articulen entre si seguint una altra disposició, i hi ha també una àrea oberta, segurament destinada a activitats de tipus comunal. A banda de les cases destinades a habitatge (la majoria) dins del poblat també s'hi han identificat una zona de magatzems i una cisterna per a l'emmagatzematge d'aigua.
Les cases són de planta rectangular o trapezoïdal, amb superfícies que ronden els 30 m². De les parets se'n conserva el sòcol de pedra i ha desaparegut la part superior, de fang, i la teulada, feta amb elements vegetals. Algunes cases, més senzilles, tenen una sola habitació, mentre que altres estan compartimentades, generalment, en un vestíbul i una habitació principal. El sòl és de terra trepitjada i a cada estança s'hi ha identificat generalment una llar, feta de fang cuit i capes aïllants de ceràmica. En una casa s'hi localitzà un petit forn domèstic i en d'altres s'hi han excavat sitges per a l'emmagatzematge d'aliments. Forats de pal presents a quasi totes les cases proven l'existència d'estructures de fusta.

## Material arqueològic: ceràmica i altres materials
Entre el material arqueològic sobresurt la ceràmica. La més abundant és feta a mà pels mateixos habitants del poblat, i està formada per atuells de cuina i de magatzem. La ceràmica a torn ibèrica era fabricada en diversos tallers de la regió, estava composta tant per estris de taula com de magatzem, i hi ha exemplars decorats amb pintura blanca o vermella. Entre la ceràmica d'importació, que denota les relacions comercials dels habitants de Montbarbat, destaca la vaixella de luxe fabricada a Grècia (Àtica) i la que procedeix de tallers d'Itàlia o del món grec occidental (sud de la Gàl·lia, Empordà). Finalment, cal destacar les àmfores, que són de fabricació ibèrica, púnica o massaliota, i les peces singulars, entre les quals destaquen un capfoguer en forma de cap de xai i dues figuretes, una en forma de cap humà i l'altra, també, de xai.
Els objectes de metall estan compostos per petites peces d'ornament de bronze (arracades, fíbules), i fragments de ganivets i claus de ferro. L'aparició de molta escòria d'aquest metall denota un treball de reparació d'útils i d'elaboració d'estris senzills. Un altre objecte d'ornament trobat són les denes de collaret de pasta de vidre. En pedra destaca la presència de molins per moldre el cereal i altres granes, i també hi ha material de construcció en fang (rajoles, fragments de tàpia, estucs i tovots). Entre les restes vegetals destaquen les gramínies (ordi i blat) i la vinya, i també s'han recuperat ossos d'ovicàprids, bou, cavall i porc. Ha estat tot aquest material arqueològic, en conjunt, el que ha permès datar el poblat ibèric de Montbarbat entre el segle iv aC i principis del III aC, tot i que no es descarta una ocupació anterior que es podria remuntar als segles VII-V aC.
Peces trobades: 
- Vernissos negres (àtica, tallers occidentals)
- Grisa monocroma
- Ibèrica pintada
- Grises emporitanes
- Ceràmica pintada
- Àmfores ibèriques, púniques (i massaliotes?)
- Peces a mà (semblen les més senceres).
- 1 fusaïola
- 1 capfoguer (xai)
- figureta zoomorfa
- figureta antropomorfa
- denes de collaret de pasta de vidre
- alguna arracada o fíbula de bronze
- algun ganivet o clau de ferro
- algun fragment de molí